# Ендрю Бенкс (тенісист)
Ендрю Бенкс (англ. Andrew Banks; нар. 6 січня 1983) — колишній британський тенісист.
Найвищу одиночну позицію світового рейтингу — 326 місце досяг 31 січня 2005, парну — 543 місце — 1 серпня 2005 року.

## Юніорські фінали турнірів Великого шолома

### Парний розряд: 1 (1 поразка)
| Результат | Рік  | Турнір               | Покриття | Партнер        | Суперники                   | Рахунок       |
| --------- | ---- | -------------------- | -------- | -------------- | --------------------------- | ------------- |
| Поразка   | 2001 | Вімблдонський турнір | Трава    | Бенджамін Рібі | Домінік Коен Крістоф Вліген | 3–6, 6–1, 3–6 |

## Фінали ATP Челленджер і ITF Ф'ючерс

### Одиночний розряд: 2 (2–0)
| Легенда              |
| -------------------- |
| ATP Челленджер (0–0) |
| ITF Ф'ючерс (2–0)    |

| Фінали за покриттям |
| ------------------- |
| Тверде (2–0)        |
| Ґрунт (0–0)         |
| Трава (0–0)         |
| Килим (0–0)         |

| Результат | В-П | Дата     | Турнір                   | Рівень  | Покриття | Суперник          | Рахунок            |
| --------- | --- | -------- | ------------------------ | ------- | -------- | ----------------- | ------------------ |
| Перемога  | 1–0 | Бер 2004 | Греція F1, Афіни         | Ф'ючерс | Тверде   | Жерон Массон      | 6–2, 6–7(7–9), 6–4 |
| Перемога  | 2–0 | Січ 2005 | Велика Британія F1, Лідс | Ф'ючерс | Тверде   | Тревіс Реттенмаєр | 7–6(7–5), 1–6, 6–4 |

### Парний розряд: 1 (1–0)
| Легенда              |
| -------------------- |
| ATP Челленджер (0–0) |
| ITF Ф'ючерс (1–0)    |

| Фінали за покриттям |
| ------------------- |
| Тверде (1–0)        |
| Ґрунт (0–0)         |
| Трава (0–0)         |
| Килим (0–0)         |

| Результат | В-П | Дата     | Турнір              | Рівень  | Покриття | Партнер         | Суперники                         | Рахунок  |
| --------- | --- | -------- | ------------------- | ------- | -------- | --------------- | --------------------------------- | -------- |
| Перемога  | 1–0 | Лис 2003 | Ямайка F13 Кінгстон | Ф'ючерс | Тверде   | Джонатан Маррей | Якоб Адактуссон Габріель Монтілья | 6–4, 6–3 |